# Яшинова, Нина Фёдоровна
Нина Фёдоровна Яшинова (3 февраля 1925 — 17 февраля 1953) — советский учёный-правовед, специалист в области уголовного права. Кандидат юридических наук (1951), аспирантка кафедры уголовного права Харьковского юридического института имени Л. М. Кагановича. Известна как одна из первых исследовательниц проблемы назначения наказания по совокупности преступлений в советском уголовном праве. Ученица профессора В. С. Трахтерова.

## Биография

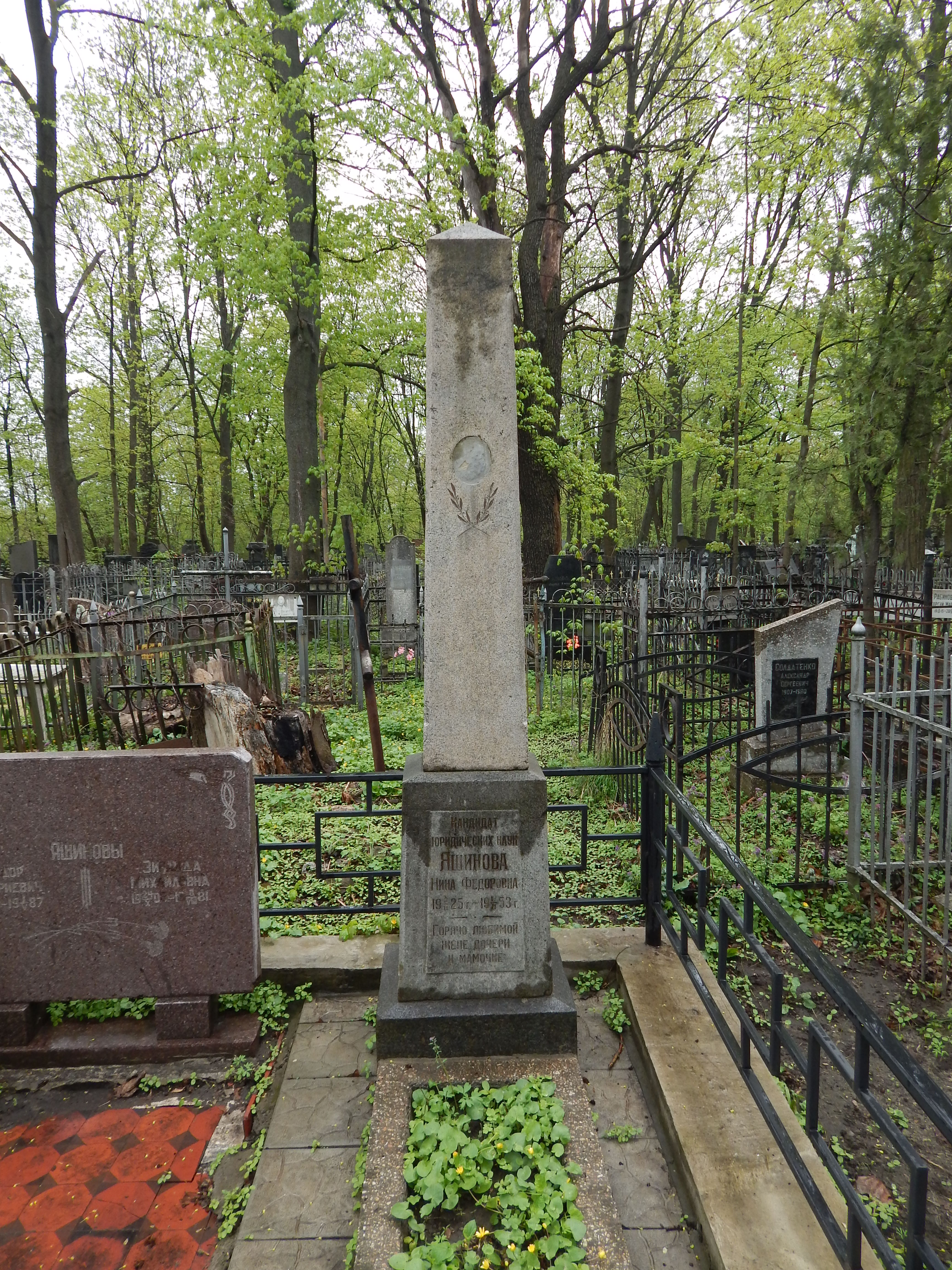
Могила на Втором городском кладбище Харькова

Нина Яшинова училась в аспирантуре на кафедре уголовного права Харьковского юридического института имени Л. М. Кагановича, её научным руководителем был профессор Владимир Сергеевич Трахтеров. В 1951 году она завершила свою диссертационную работу на соискание учёной степени кандидата юридических наук по теме «Вопросы назначения наказания при совокупности преступления по советскому уголовному праву» и успешно её защитила. Её официальными оппонентами во время защиты диссертации были — профессор М. М. Гродзинский и доцент М. Н. Меркушев.
В диссертации были рассмотрены: понятие совокупности преступлений, основные принципы назначения наказания, его назначение при совокупности преступлений и при специальных видах совокупности преступлений в уголовном праве СССР. По оценкам учёных-правоведов М. И. Бажанова и В. В. Сташиса тема, которую Н. Ф. Яшинова исследовала в своей диссертации, хотя и была актуальной, но в то же время оставалась практически не исследованной.
Среди предложений, высказанных Ниной Фёдоровной в кандидатской диссертации, были: отказаться от использования понятия «идеальная совокупность», и считать преступное деяние совокупным лишь в том случае, если оно подпадает под определение «реальной совокупности» (данное утверждение было признано спорным другими учёными-правоведами, в частности В. В. Сташисом и М. И. Бажановым); анализируя статью 45 Уголовного кодекса Украинской ССР 1927 года и статью 49 Уголовного кодекса РСФСР 1926 года, Яшинова пришла к выводу о неправильности использования системы поглощения, которая была закреплена в указанных статьях. Она обосновала потребность в том, чтобы за каждое преступление, совершённое в совокупности, наказание назначалось отдельно, а уже после этого должен использоваться принцип сложения наказаний. При этом, при совокупности приговоров, Нина Фёдоровна предложила использовать принцип сложения наказаний в пределах максимума данного вида наказания.
Ряд выводов и предложений, сделанных Ниной Яшиновой, в этом труде были приняты во внимание, и внедрены в уголовное законодательство СССР.
Нина Фёдоровна Яшинова скончалась в 1953 году.
Исследователь А. В. Зайцев называл Н. Ф. Яшинову «выдающимся учёным-правоведом», и ставил её в один ряд с такими учёными — учениками В. С. Трахтерова, как: В. В. Голина, В. В. Сташис и Л. Н. Сугачев.